# MG Design
MG Design Indústria e Comércio Ltda. war ein brasilianischer Hersteller von Automobilen.

## Unternehmensgeschichte
Das Unternehmen aus São Paulo begann 1990 mit der Produktion von Automobilen und präsentierte im gleichen Jahr das erste Fahrzeug auf einer Automobilausstellung. Der Markenname lautete MG Design. Wenig später endete die Produktion. Insgesamt entstanden nur wenige Fahrzeuge.

## Fahrzeuge
Das einzige Modell war die Nachbildung des Mercedes-Benz 350 SL der Baureihe 107. Ein Sechszylindermotor vom Chevrolet Opala trieb die Fahrzeuge an. Die Karosserie bestand aus Fiberglas.